# ユ・ジェハ
ユ・ジェハ（유재하、柳在夏、1962年6月6日 - 1987年11月1日）は、韓国のシンガー・ソングライター。慶尚北道安東市河回村出身。本貫は豊山柳氏。ただし、成長過程はソウルで育った。
漢陽大学作曲課でクラシック音楽を専攻したが、当時大衆音楽を見下していた一部クラシック音楽専攻者たちとは異なり、大衆音楽に多くの関心を持ってクラシック音楽と大衆音楽の調和を追求した。
1987年にアルバム『愛しているから』を発表するが、その3ヶ月後に20代半ばで交通事故死する。
しかし1集にして遺作となった先述のアルバムが後進のミュージシャンたちに高い評価を受け、韓国の現代バラード路線に大きな影響を及ぼした。そのためシンガーソングライターとしてだけでなく、K-バラードの先駆者的存在としても評価されている。